# Hippidion
Hippidion fou un gènere de mamífers extints de la família dels èquids. Visqueren fins a finals del Plistocè a Sud-amèrica i s'extingiren fa uns 10.000 anys, curiosament en la mateixa època en què arribaren els primers humans al continent americà.
Amb la formació de l'istme de Panamà a finals del Pliocè, molts grups d'animals s'estengueren de Nord-amèrica a Sud-amèrica, incloent-hi diversos èquids. Hippidion arribà a Sud-amèrica fa 2,5 milions d'anys, poc abans de la creació del pont de terra centreamericà. Els èquids del gènere Equus, que també provenien de Nord-amèrica, arribaren a Sud-amèrica entre fa 1,5 i 1 milió d'anys. Inicialment, es cregué que el gènere Hippidion ja s'havia separat d'Equus feia uns 10 milions d'anys, però noves anàlisis d'ADN mostren que ambdós llinatges divergiren a finals del Pliocè, fa uns 3 milions d'anys. Per tant, Hippidion seria bastant més proper als cavalls actuals del que es creia.